# Eupelmus javae
Eupelmus javae is een vliesvleugelig insect uit de familie Eupelmidae. De wetenschappelijke naam is voor het eerst geldig gepubliceerd in 1917 door Girault.